# Differentiaalspanning
De differentiaalspanning (Engels: differential stress) op een voorwerp of in een materiaal is het verschil tussen de mechanische spanningen in de richtingen waarin de grootste en de kleinste spanning wordt ondervonden. De differentiaalspanning is de oorzaak van deformatie van materialen.
Mechanische spanning kan in verschillende richtingen verschillend van grootte zijn. De spanning kan in drie dimensies worden beschreven door drie hoofdrichtingen met spanningen {\displaystyle \sigma _{1},\ \sigma _{2}} en {\displaystyle \sigma _{3}}. Per conventie is de eerste de richting van maximale spanning en de laatste de richting van de kleinste spanning. Het maximale verschil in spanning is de differentiaalspanning:
{\displaystyle \sigma _{D}=\sigma _{1}-\sigma _{3}}
Een differentiaalspanning kan alleen heersen in materialen die een interne cohesie en daardoor een schuifweerstand hebben. In vloeistoffen of gassen kan geen differentiaalspanning heersen.